# Catalina Cladera Crespí
Catalina Cladera Crespí   (sa Pobla, 3 d'octubre de 1972) és una política mallorquina del Partit Socialista de les Illes Balears, presidenta des del 2019 del Consell Insular de Mallorca. Entre 2015 i 2019 va ser consellera d'Economia i Hisenda del Govern de les Illes Balears.
És llicenciada en economia per la Universitat de Barcelona i ostenta un màster en gestió pública per la Universitat Autònoma de Barcelona. Va treballar com a comptable, primer a l'ajuntament de Mollet del Vallès i posteriorment al de Calvià, abans d'iniciar-se com a auditora en la Sindicatura de Comptes de les Illes Balears. Entre 2015 i 2019 va ser també regidora de Sa Pobla, la seva vil·la natal.